# Hillegom (stacja kolejowa)
Hillegom (ned: Station Hillegom) – stacja kolejowa w Halfweg, w prowincji Holandia Południowa, w Holandii. Stacja znajduje się na linii Amsterdam – Rotterdam. 

## Linie kolejowe
- Linia Amsterdam – Rotterdam

## Połączenia
- 6300 Den Haag Centraal – Leiden Centraal – Hillegom – Heemstede-Aerdenhout – Haarlem